# Música de la dècada del 1950

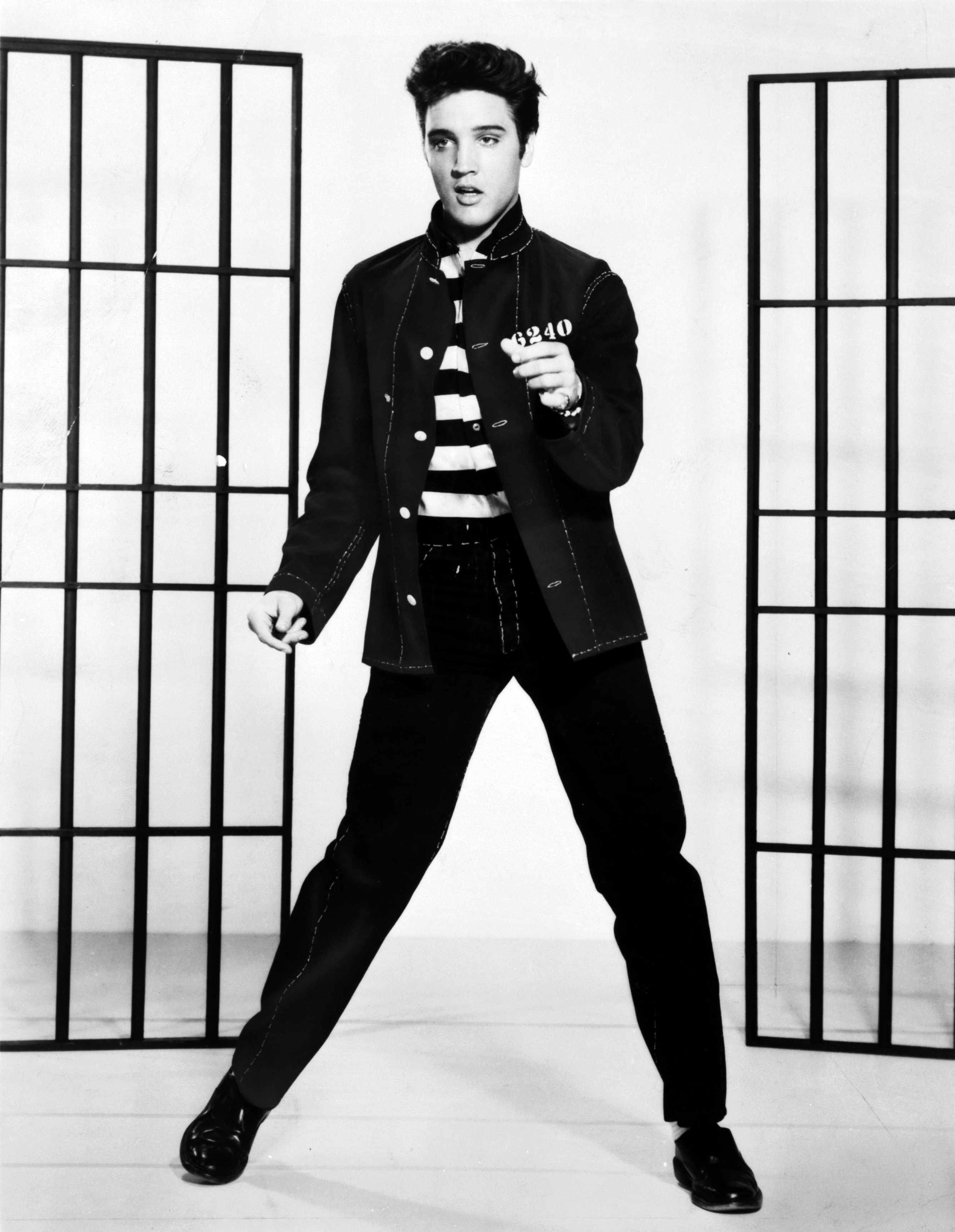
Elvis Presley, 1957

La música de la dècada del 1950 va està condicionada per l'auge dels Estats Units com a potència mundial. No obstant, la música negra encara es considerava inferior i era relegada a l'etiqueta "negra". El jazz, el blues i el gòspel eren considerats música de qualitat inferior. En canvi, les balades pop amb aire dolç i pensades per al consum de la població blanca esdevenien èxits de vendes a nivell nacional. Aquesta atmosfera racialment tensa i classista va fer que les ràdios tornessin a ser populars mentre la televisió s'imposava com a font principal de divertiment en lloc de Hollywood.
Discogràfiques independents fan sonar llavors aquest música negra a les ràdios i de mica en mica el jazz guanya públic. La joventut hi adherix. La introducció de la guitarra elèctrica amb la combinació del jazz, country i pop fa emergir un nou gènere, el rock'n'roll, que catapulta a l'èxit estrelles blanques, com ara Elvis Presley. La música negra es ven de cop i volta entre el públic blanc adolescent i això causa furor.
Fora dels Estats Units, el rock'n'roll sorgit a Memphis conquerix la població del bloc capitalista. La música és, com en el cas estatunidenc, nodrida de pop i balades. La chanson francesa recull un èxit notable però, sobretot, es deixa influenciar per aquest nou so, estrident, elèctric i molt rítmic. El rock'n'roll es combina a les illes del pacífic amb la tradició, transforma el pop francès i fa penetrar el consumisme.

## Món

### El mur de so de la guerra
Al final de la guerra, una nova guerra per l'hegemonia mundial torna a surar. Els Estats Units d'Amèrica s'engronyen amb la Unió Soviètica. Dos models expansius són posats pel davant. L'un comunista, l'altre capitalista, els dos protagonistes d'aquesta nova guerra, dita freda, però ben calenta, promouen la mort, la sang i la violència a l'Àsia, l'Àfrica o Amèrica del Sud. Cau el primer desberlament bèl·lic a Grècia i tot seguit a Corea. És la Guerra Freda.
L'any 1948 la Unió Soviètica bloca el passatge de l'Alemanya de l'est cap a l'Alemanya de l'oest. Ocupada, aquest país és l'escenari, l'epicentre de la guerra. Alemanya està absorbida i dividida pels vencedors, però els mateixos repartixen zitzània a banda i banda. A conseqüència de tot això neixen dos blocs: el comunista i el capitalista. Atès que el blocatge és combatut aèriament, l'any 1961 la Unió Soviètica construïx un mur que dividix físicament Berlín. Es torna una metàfora dels esdeveniments mundials. El món es repartix en dos blocs oposats que imposen la seua hegemonia. És el món bipolar.
Musicalment aquesta separació és ben visible. La Unió Soviètica prohibix absolutament el jazz, el pop o el rock perquè oficialment entén aquests tres gèneres de música com un producte burgès que corromp la seua població. Dins el bloc capitalista tampoc no s'hi escolta el pop clàssic i les sinfonies de la música clàssica soviètica. Existix veritablement un mur de so. Fins que no s'ensorre el mur de Berlín, aquesta divisòria és normativa. Els dos blocs també es fan la guerra musicalment. L'un en censura l'altre i l'altre mira d'introduir clandestinament la seua música. És un joc d'influències.

### La música del bloc capitalista

#### L'era de la música popular
Els anys 1950 són una època xarnera. El món antic és deixat de costat en favor d'uns 30 anys de prosperitat econòmica dins els països que controlen el sistema atlantista. Els excessos de la guerra i la necessitat de trobar eixida a la producció derivada del conflicte bèl·lic gira els països capitalistes cap a l'estat del benestar. La figura de la classe mitjana esdevé central. Les classes populars han de poder consumir.
En aquest context la música popular pren una força fins llavors inexistent. El rock, el pop o el jazz fan virar la societat uns 360 graus. Una nova manera de vestir-se, de sentir, de viure i pensar la realitat entra amb força. La música popular canalitza tot això. És l'era de la música popular perquè la clàssica ja només passa a representar el 3,6% de l'interès musical dels més joves. Aquesta franja construïx la seua identiat a partir del so popular. A cada nova generació canvia les perspectives per a renovar el cercle del capitalisme.

#### L'alliberament dels adolescent

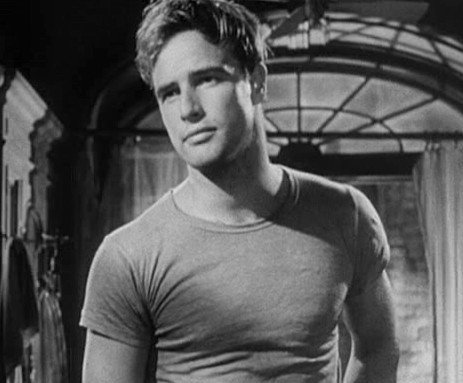
Marlon Brando a 'Streetcar named Desire', un dels actors de cinema més cercats a la dècada dels 1950

Tot eixint de la Segona Guerra Mundial, els Estats Units es tornen en la imatge de la "llibertat". Han fet caure el règim nazi a la darrera i definitiva batalla, a partir de les costes franceses de Normandia. L'ambient de Primera Guerra Freda es comença a dilucidar mentre els tres grans responsables de la victòria, d'ambicions imperialistes, seuen conferència a conferència per posar en marxa l'Organització de les Nacions Unides. A nivell geopolític es dibuixa el mur que separa els dos mons, el soviètic i el capitalista. És justament al bloc capitalista que el rock'n'roll ix de la música negra per transformar la societat.
Els Estats Units i el bloc capitalista es troben culturalment parlant en una societat rígida. El consumisme vertebra la vida de les persones. El cinema n'és una evidència. Pel·lícules d'estudi que retraten la vida de les classes altes. L'star-system de Hollywood havia estat fent fortuna amb una recepta que s'acosta i molt a la producció d'una fàbrica. El fordisme s'implanta efectivament mentre la gent viu en un entorn on el treball, la família i els valors puritans anglicans són la norma. El ball és gairebé un pecat, la sexualitat no es gaudix, es reproduïx, i, el màrqueting prova de convèncer a les dones de casa com n'és de pràctica la nova torradora.
Això sí, l'escola s'acaba decretant finalment com a obligatòria per a tothom i els estats europeus del bloc capitalista que viuen sota una democràcia liberal, establixen les estructures de l'estat del benestar. És un fet important perquè a banda de donar drets a la població, tot regulant el mercat de treball, potencia el consumisme i dona ales per al sorgiment de la cultura adolescent. Una franja de població que no treballa perquè és menor i socialitza a l'escola, es responsabilitza de l'alliberament cultural des d'on vivia el món adult. Com a bona cultura adolescent que és fa de l'oci infantil la seva marca. S'identifica a uns ídols, a una manera de vestir i a unes preocupacions que no sobreïxen al món adult, com ara l'amor, el sexe o l'última pel·lícula a la guixeta.
És un tipus de públic encara no madur però en vies de madurar. Necessita quelcom de trencador, contrari a la societat, que faça bellugar les rígides normes que els imposa el món adult. El rock'n'roll es presta precisament això. Sobretot perquè l'Església prohibia ja el gòspel a les misses. Aquest cant d'alegria, rítmic i dissonant, no agrada gens ni mica al règim. Som davant la dècada que genera el Maig francès del 1968. El so pop clàssic, de balades de tipus Frank Sinatra i composicions estructurades, amb presentació teatral, de fades i mites, és a punt de fer aigua. Les estrelles del pop com ara Bing Crosby es troben al capdamunt de les llista d'èxits, però, tanmateix, són èxits fets per a blancs; la mateixa Billboard separa blancs de negres en dues llistes d'èxits. Als Estats Units els negres viuen en un règim d'apartheid i, no obstant això, la seua música és calenta, rítmica i trenca amb aquest sistema. Quan el jazz s'apropa al pop, dona rock i escombra tot al seu passatge.

#### L'onada televisiva i radiofònica

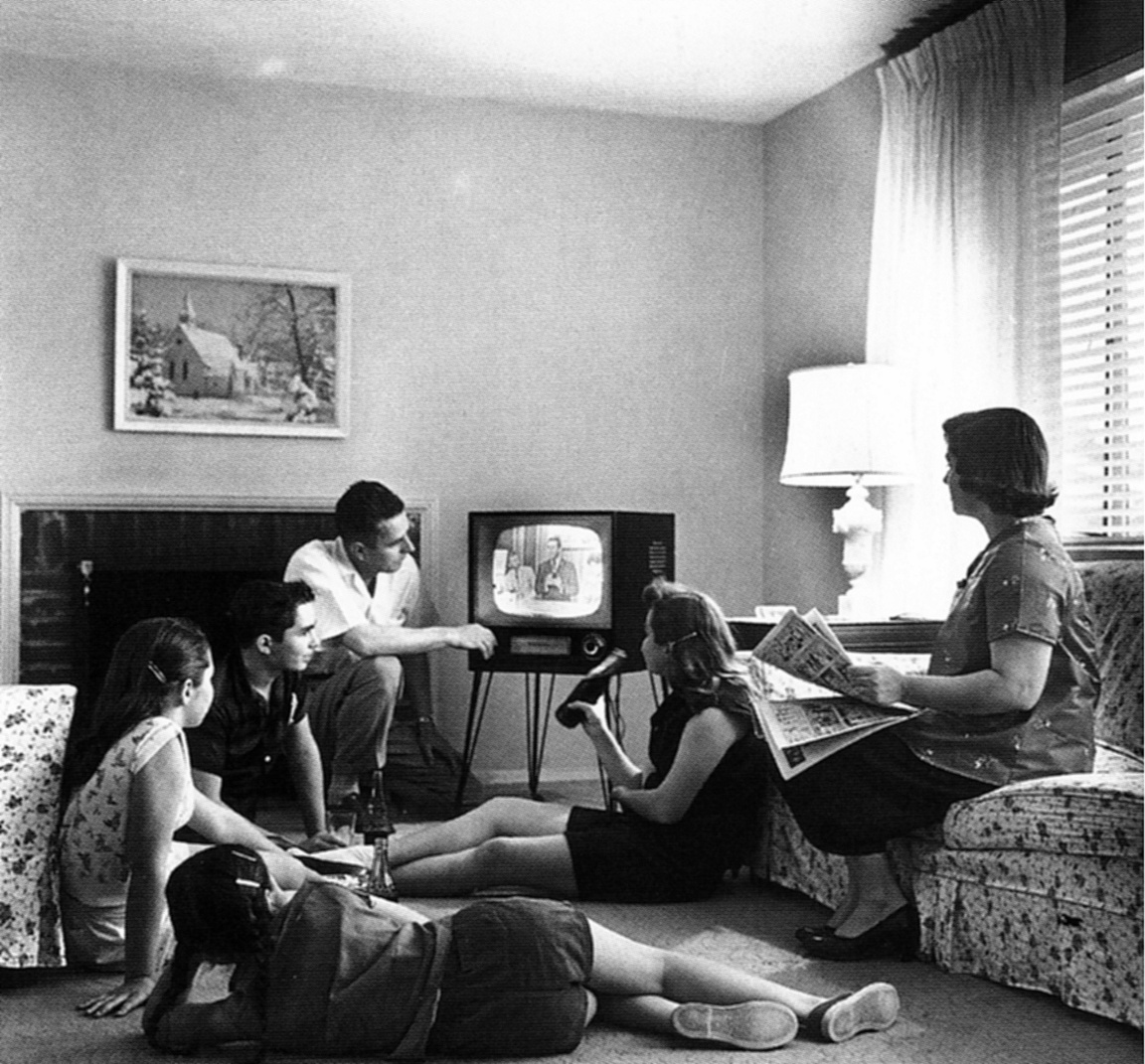
Fotografia d'una família típica d'època als Estats Units mirant la televisió, 1958

Al final de la Segona Guerra Mundial la televisió envaïx les llars estatunidenques i la ràdio torna a recuperar el seu públic. La guerra n'havia delmat el negoci però ara torna a emergir amb més força. Hollywood és al capdamunt dels negocis. Factura com mai abans però aquesta època daurada finix amb l'arribada de la televisió. El públic deixa d'eixir de casa per veure cinema perquè les televisions ja n'oferixen. El llenguatge cinematogràfic necessita aleshores una nova manera de parlar i no és fins a la Nouvelle Vague dels 1960 que el cinema torna a respirar. La difusió de la televisió i la ràdio són al centre del rock'n'roll. En efecte, les ràdios necessiten recuperar el negoci i comencen a emetre música jazz, a més del pop crooner i del country habituals. El públic jove, necessitat d'alguna cosa trencadora, adherix ràpidament a aquest so, d'antuvi reservat els negres.
A Memphis hi ha un pati-bull de discogràfiques independents que aposten per aquest so. Sun Records, Studios Sam, Vee Jay, Stax, King, etc, són tot de noms de discogràfiques. La de Sam Records s'adona ben aviat que faria molts diners si traguera el jazz de les comunitats negres i el traslladara a les blanques. Els Fat Domino són la cara més visible d'aquest èxit negre que de mica en mica conquerix les ràdios del país. Sobre el model d'aquesta Big band es mira de fer quelcom d'innovador que agrade al públic jove blanc. És el cas de Sonny Boy Williamson, Jay Hawkins, Dave Bartholomew, B-B King o de Ray Charles. En Charles introduïx l'anomenat shouters o screamers que designa el cant amb to rítmic força palpable als èxits d'Elvis Presley.
Les discogràfiques experimenten i, per exemple, Sun Records posa a la venda discs fonogràfics amb un desfaç a la cina per tal de donar una sensació d'estèreo. Quan s'introduïx la guitarra elèctrica, el rock'n'roll es torna hegemònic. En efecte, Chuk Berry, en una tendència ja pròpia de l'època, abandona la seua Big band per començar una carrera en solitari. Canta sobre l'escola, el sexe o els cotxes, tot allò que agrada la públic adolescent. Es deixa seduir per Buddy Holly que experimenta amb la guitarra elèctrica i es posa en contacte amb una discogràfica que hi veu un gran potencial.
Avui no sabem trobar si el rock'n'roll va néixer de Johnnie Ray que imita per primer cop els shouters negres o si és més aviat l'obra de Bill Halley amb l'estrena de la pel·lícula La jungla de les pissarres. Ara bé, l'estètica ja hi és. En Johnnie s'estira en mig de l'escenari a ritme de ball desenfrenat, empès per un so que l'Església acaba per qualificar de diabòlic. Hi afegix aquest screamers tant característics mentre rere seu la banda prescindix de gairebé tots els músics. La guitarra elèctrica no necessita tants components i la tendència cap als solistes que s'havia apreciat al pop crooner establix el model bàsic per a les pròximes dècades. Una cosa, però, és evident, quan l'Elvis Presley contacta Sutdios Sam el rock'n'roll es difon a tot arreu. El cantant era inicialment adepte al pop crooner però el mànager de la discogràfica li va proposar de canviar el registre i posar-se en contacte amb la comunitat negra. En canvia l'estil, li ensenya el ball dels negres i amb una barreja de country, pop i jazz, es crea el rock'n'roll, el qual no seria possible sense aquella guitarra elèctrica que havia conquistat Chuck Berruy.
La projecció va ser fulgurant. A través de la gran pantalla, Elvis Presley trenca definitivament l'era del jazz i inaugura la primera edat del rock. El seu estil contagia. Els texans, la jaqueta, el pentinat, el ball, etc. Ben plantat, tota la seua fatxenderia conquesta les classes populars blanques i en un tres i no res es torna en la imatge musical de la jove generació, la dels beats. El nom per al nou gènere el bateja Alan Fred. Ben encaminat, sap que el públic jove blanc parla amb un argot molt sexualitzat. Li agrada fer referència a onomatopeies sexuals com ara roll, rock, rattle, shake,... D'ací en treu rock'n'roll. El món adult s'escandalitza. S'acusa Elvis Presley de tocar música negra, d'ésser del diable, etc. L'ambient racista no compon amb la nova onada i, això, agrada als joves. El cinema hi veu el filó i s'atrevix amb les primeres pel·lícules per a adolescents. La indústria es posa llavors al servei d'aquest nova cultura.

#### Estrelles del rock'n'roll

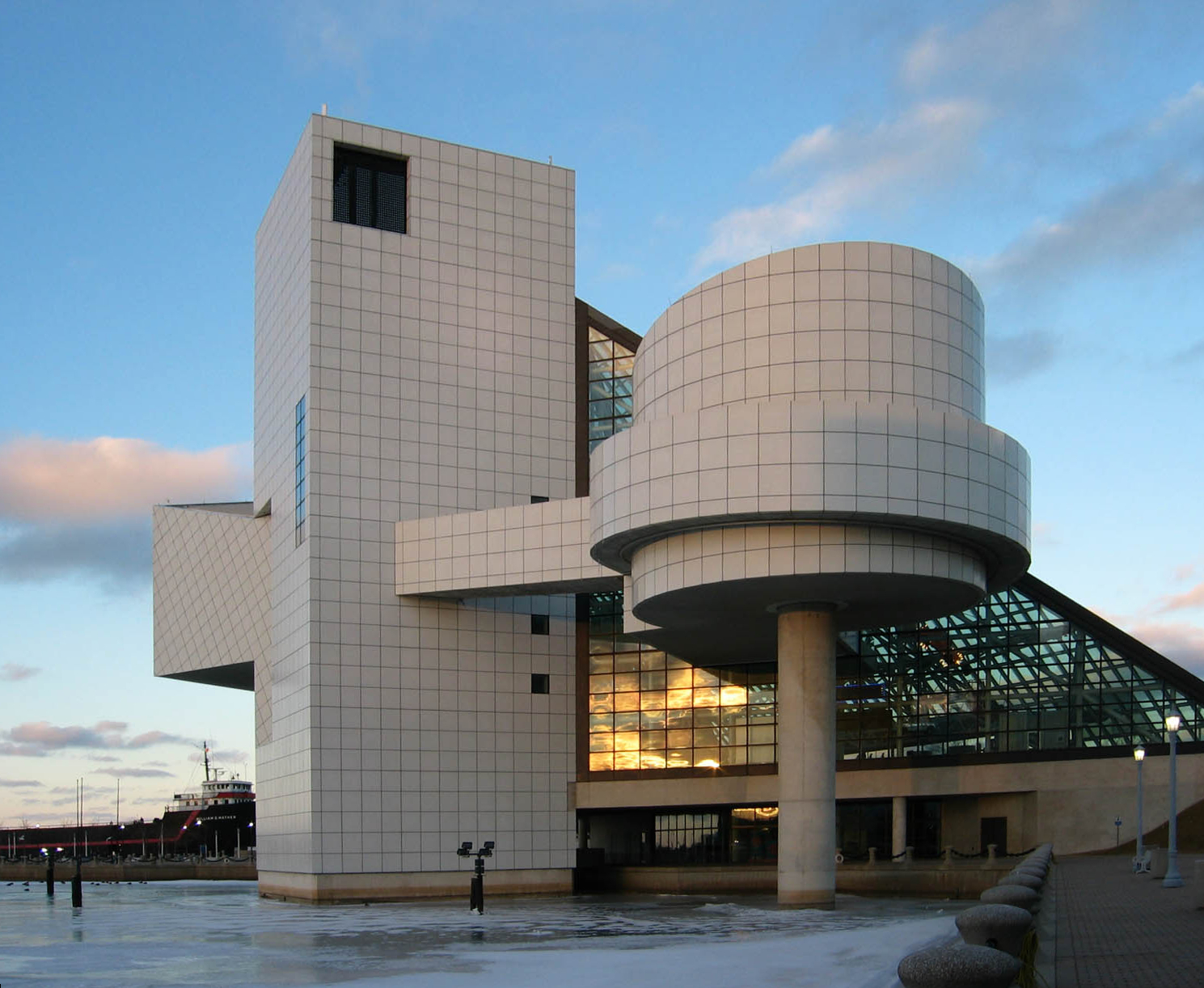
El museu d'El Saló de la Fama del Rock als EUA.

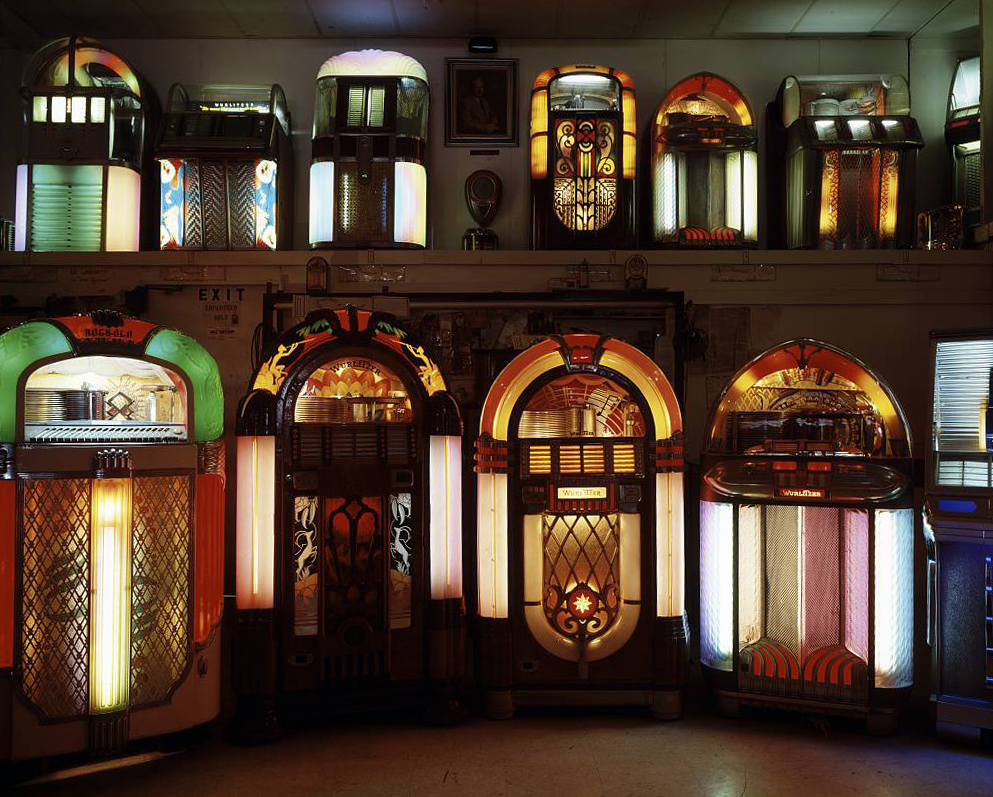
Museu del Jukebox a Texas

El rock and roll va dominar la música popular a mitjan anys 50 i finals dels 50, i es va estendre ràpidament a gran part de la resta del món. La dècada de 1950 va veure créixer la popularitat de la guitarra elèctrica. Els èxits de Les Paul com "How High the Moon" i "The World Is Waiting for the Sunrise" van contribuir al desenvolupament de l'èxit de Chuck Berry, Link Wray i Scotty Moore. Chuck Berry, considerat l'un dels pioners de la música rock and roll, va perfeccionar i desenvolupar els principals elements que feien el rock'n'roll un gènere a banda, centrant-se en la vida adolescent i introduint-hi sols de guitarra amb espectacle. Quelcom que influencia el rock posterior.
Artistes com ara Elvis Presley, Chuck Berry, Bill Haley and His Comets, Bo Diddley, Fats Domino, Little Richard, Jerry Lee Lewis, Big Joe Turner i Gene Vincent van llançar els primers èxits del rock'n'roll. D'entre els precursors de l'estil es trobaven Johnnie Ray, The Crew-Cuts, The Fontane Sisters i Les Paul o Mary Ford. L'era del rock and Roll data generalment de l'estrena del 25 de març de 1955 de la pel·lícula "The Blackboard Jungle". El llançament d’aquesta pel·lícula amb Bill Haley and His Comets com a protagonistes dels títols inicials va causar sensació. Els adolescents comencen a ballar tot imitant-los als passadissos.
Pat Boone es va convertir en l'un dels artistes amb més èxit dels anys 50. En Boone va aconseguir la fama cobrint gèneres negres i les seues versions dels artistes originals van arribar a superar en vendes els originals. En Boone va afinar els originals, traient-hi contingut que ferira la mentalitat blanca i substituint-ho per la seua pròpia veu, fent-la més segura i adequada per a les estacions de radiofórmula més populars de l’època. Elvis Presley, que va començar la seua carrera a mitjan anys cinquanta, va ser l’artista més reeixit, amb una sèrie d’aparicions a la televisió, pel·lícules i discos d’èxit. L'Elvis va popularitzar el grup de quatre homes i també va portar la guitarra elèctrica per convertir-la en l'instrument principal de la música rock. En Presley va popularitzar el rockabilly, un gènere que combinava el country amb el rhythm and blues. L'Elvis es va tornar en l'artista freqüent de les llistes de pop des de Glenn Miller i Frank Sinatra. Les seues interpretacions energètiques de cançons rock'n'roll, moltes procedents de fonts afroamericanes, i el seu estil d'interpretació desinhibit, el van fer molt popular i alhora controvertit. L’èxit massiu d'en Presley va fer que el rock and roll es tornara molt popular i va facilitar als músics afroamericans ésser un èxit més de les principals llistes de pop.
El 1957, un popular programa de televisió amb intèrprets de rock and roll, American Bandstand, organitzat per Dick Clark, va catapultar moltes estrelles del gènere a l'èxit. A finals de la dècada, ídols adolescents com Bobby Darin, Ricky Nelson, Frankie Avalon, Paul Anka, Neil Sedaka, Bobby Rydell, Connie Francis i Fabian Forte encapçalaven les llistes d’èxits. El punt final de tota l'eufòria rock'n'roll esdevé amb la mort d'Elvis Presley.
Durant la matinada del 16 d'agost, l'Elvis va tornar a la seua mansió de Graceland després d'una consulta dental; al llarg del matí es va encarregar de revisar detalls de la seua propera gira i va descansar amb la seua família i amics. Havia d'agafar un vol cap a Portland eixa mateixa nit per continuar amb la gira, i al voltant de les 7 del matí, es va retirar a la seua habitació per dormir-hi. Al voltant del migdia, l'Elvis fou trobat inconscient al bany de la seua habitació i és traslladat urgentment a l'hospital Baptist Memorial de Memphis. Poc temps després seria declarat mort.
La tràgica mort del cantant, plena d'incògnites, ha fet circular tota una imatge. Estaria viu, mort, era premeditat, no l'era, estava encara en vida, etc. És sobre això mateix que es construïx l'anomenat mite del rei del rock'n'roll. És el primer sex símbol de la història. El 18 d'agost, el cos de l'Elvis va ser exposat a Graceland. S'estima que entre 50.000 i 100.000 persones van acudir a retre un últim homenatge al cantant. El 19 d'agost, l'Elvis va tenir un funeral digne d'un cap d'Estat. Va ser celebrat pel famós evangelista de TV Rex Humbard a Graceland a la sala de música situada a prop del saló. El seu cos es va traslladar a Graceland en un cotxe fúnebre de color blanc i plata, envoltat per sis motoristes de la Guàrdia Republicana al llarg de l'avinguda, el Boulevard d'Elvis-Presley a Memphis en la direcció del cementiri de Forest Hill a Memphis. Tanmateix, per raons de seguretat, les seues restes van ser traslladades el 3 d'octubre de 1977, sobre la base de Graceland.
Elvis Presley és considerat com la personificació de la rock'n'roll: la seua veu, la seua música, els seus gests de provocació, la seua excèntrica vestimenta i la seua celebritat ardent va contribuir a la configuració de la icona d'un Elvis ídol a la vegada popular i un símbol de rebel·lió adolescent. És el tret d'eixida per a la cultura adolescent i la indústria que l'envolta.

#### L'era dels jukebox

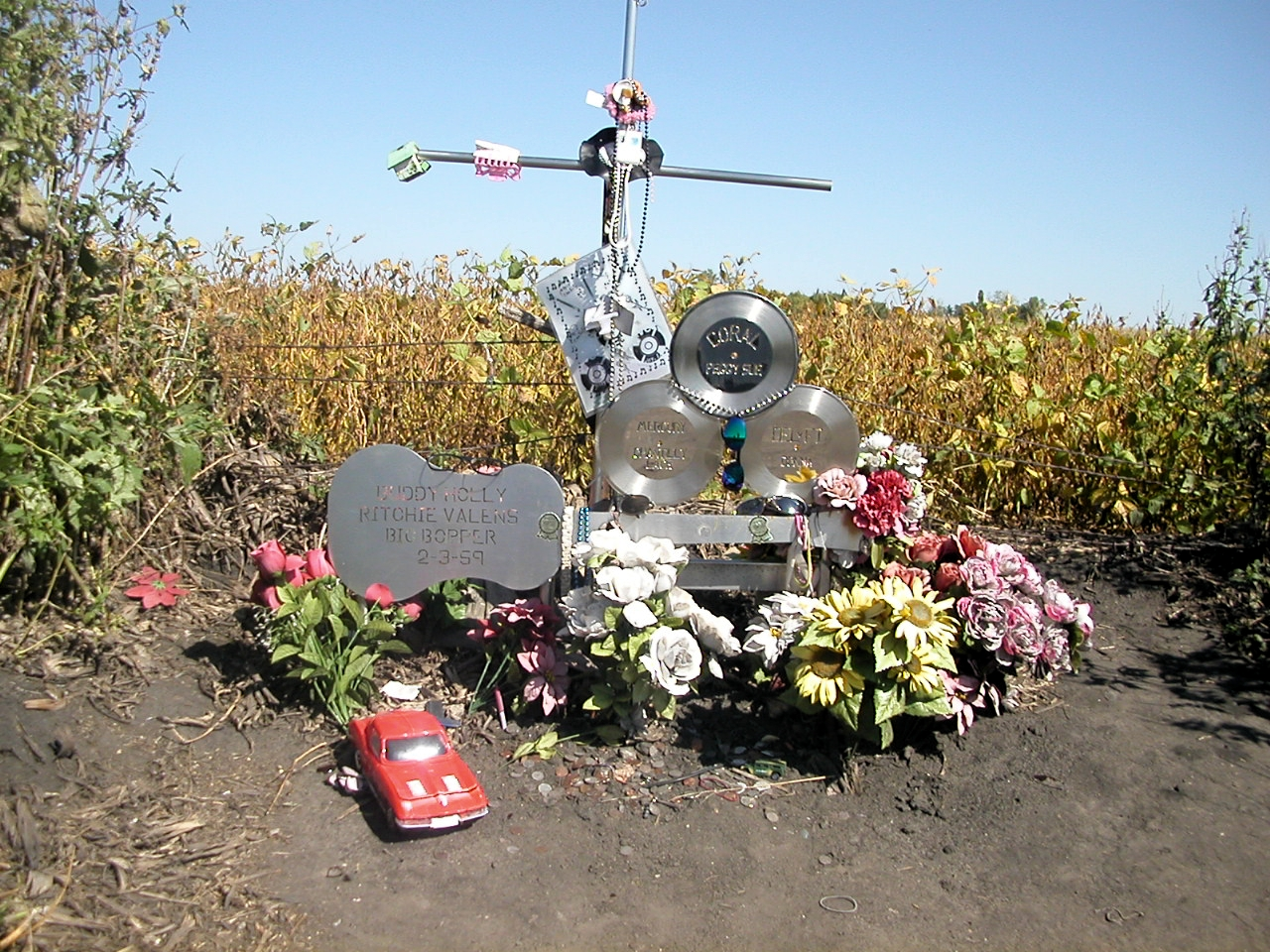
Monument a Buddy Holly, Ritchie Valens i J.P. Richardson (“The Big Bopper”).

Les màquines de tocadiscs o tocadiscos van aparèixer al principi del segle XX però amb la dècada del 1950 es va començar a estendre una mica per tots els bars. Era un aparell, eixe que es podia apreciar als bars, que permetia crear una playlist a la demanda del client per tal que l'escolàs mentre era al local d'oci. Es tractava d'una espècie de màquina escura-butxaques amb què molts cafès i bars varen treure beneficis profitosos. És el resultat de la introducció de les tecnologies de l'electricitat a la segona meitat del segle xx.
La música clàssica europea experimenta de fet amb tot de sons nous. El micròfon i l'enregistrament permeten captar els sons de la natura. La música es torna experimental. Quan s'introduïx l'electricitat als instruments de música, els sons fan un gir espectacular. La guitarra elèctrica primer, el piano o sintetitzador tot seguit. A més, la incorporació dels megàfons, dels altaveus i tot d'amplificadors van agradar moltíssim al públic. Jimy Hendrix és força conegut pel so amplificat de la seua guitarra, un xic estrident. La cara més visible d'això mateix va ser el rock'n'roll.
El gènere és l'origen del fenomen "fans". El terme és una abreviació de "fanàtic" en anglès i fa referència a les cues interminables d'aficionats als grups de música pop. Crits, estirades de cabell, desmais, i tot un ambient d'histèria, això mateix és el que caracteritza el fenomen fans. Permet avaluar l'èxit d'un cantant, la seua maror entre el públic. La Brill Building va ser el segell discogràfic responsable d'haver tret més èxits fans de la primera meitat del segle xx. El seu pop crooner derivava en histèries col·lectives molt sonades, de cops percebudes per la premsa com a fileres hitlerianes. No era ben bé això, però la impressió primera de veure una legió de fans cridant al mateix ritme, feia pensar en això mateix, sobretot eixint de la guerra.
La fàbrica de la música elabora aleshores la fórmula indicada per tal que els seus cantants es tornen en èxits:
- projecció a les radiofórmules i la televisió amb les llistes
- una composició d'entrada, estrofa, tornada, estrofa, pont i caiguda
- cantants que juguen amb la seua sexualitat
- projecció a les revistes i la premsa d'arreu

Tot plegat indica que tot eixint de la guerra, la música canvia realment d'era. Abandona l'Antic Règim i s'acomoda al mercat. La música és per comprar, consumir i llençar-se. Els èxits se succeïxen els uns rere els altres a les estacions de ràdio. A cada nou any hi trobarem vora 100 singles que han estat rodant per les oïdes de les masses. Fan la fortuna de les cases de discs i, també, dels mateixos cantants. L'star-system s'implanta sense gaires dificultats i, més important encara, tal com crea un èxit, se'n desfà bufant i fent ampolles. Els cantants, artistes del moment, pugen igual com cauen. Parlem dels Beatles, una carrera de poc més que 5 anys d'èxits i, posteriorment, res. Aquesta és la sort de la major part dels cantants. Durar més de dues dècada ja és sinònim d'entrar a la història de la música.

#### La chanson francesa
A França el pop crooner inspira l'antiga chanson française i la importació d'aquest pop cantat fa emergir la versió moderna del gènere. La chanson no aporta cap mena de novetat per al món de la música. Es tracta simplement de música cantada en francès. Neix al segle xix amb l'objectiu d'exaltar la llengua de l'Imperi, el francès. Servix d'un punt de vista polític per exterminar la varietat cultural del país i reglar el bretó o el cors a la ruralia, donant-los imatge del tot falsa però pejorativa, de manca de cultura.
Però, tot entrant al segle xx, aquesta chanson està antiquada, exhaurida i passada de rosca. El swing estatunidenc i el pop crooner de les radiofórmules del país de les pel·lícules cow-boy, dona aire als músics francesos i transformen el crooner estatunidenc en la nova chanson française. L'èxit no es va deixar esperar i d'Europa, el gènere s'exporta fins a tornar-se en hegemònic al món. Edith Piaf amb "La vie en rose", "Non, je ne regrette rien" o Charles Aznavour amb "Après l'amour" es tornen en estrelles internacionals. Aznavour traduïx els seus èxits a l'italià, el castellà, l'alemany i l'anglès, totes llengües dels imperis europeus a punt de perdre les seues colònies.
L'imperi francès s'instal·la gràcies a la televisió, la ràdio i l'idealisme que en cultiva el món anglosaxó. Léo Ferré amb "Avec le temps", Georges Brassens amb "Le pornograph", Charles Terret amb "Boum!" o "La mer" i Jacques Brel donen un to atrevit amb cançons que parlen d'hipocresia, la mort, el sexe, etc. Fan un retrat de la societat i això agrada al Regne Unit on Scott Walker hi traduïx molts èxits. Amb tot, la nova chanson francesa va ser majoritàriament molt innocent amb lletres banals, tal com s'aprecia a "Poupée de Cire" de France Gall.
És important notar que es parla d'"imperi" per designar l'expansió d'aquesta cançó francesa atès que a l'època el francès és la llengua franca a tot el món. Ho va ser igualment al segle xix i això mateix perdura fins a la caiguda de les dictadures del mediterrani a la dècada dels 1970. Llavors l'anglès es torna hegemònic, substituïx l'antiga llengua imperial i el francès es torna sinònim de rigidesa, imposició i elitisme. La nova llengua imperial, l'anglès, s'associa llavors a novetat, joventut i facilitat. A la dècada dels cinquanta el rock'n'roll conquesta els cors europeus. Fascina la joventut europea i, de retruc, els Estats Units fascinen. D'alguna manera la nova chanson francesa ens parla dels últims èxits del model imperial europeu abans que l'americà no trepitge fort. El primer senyal de decadència es fa notar al certamen d'Eurovisió quan Suècia s'atrevix per primer cop a cantar únicament en anglès. La resta de països escandinaus la seguixen i progressivament tothom, llevat dels tradicionals imperis com l'hispànic, el francès o el portuguès, se sumen a la tendència.

#### La Nova Cançó

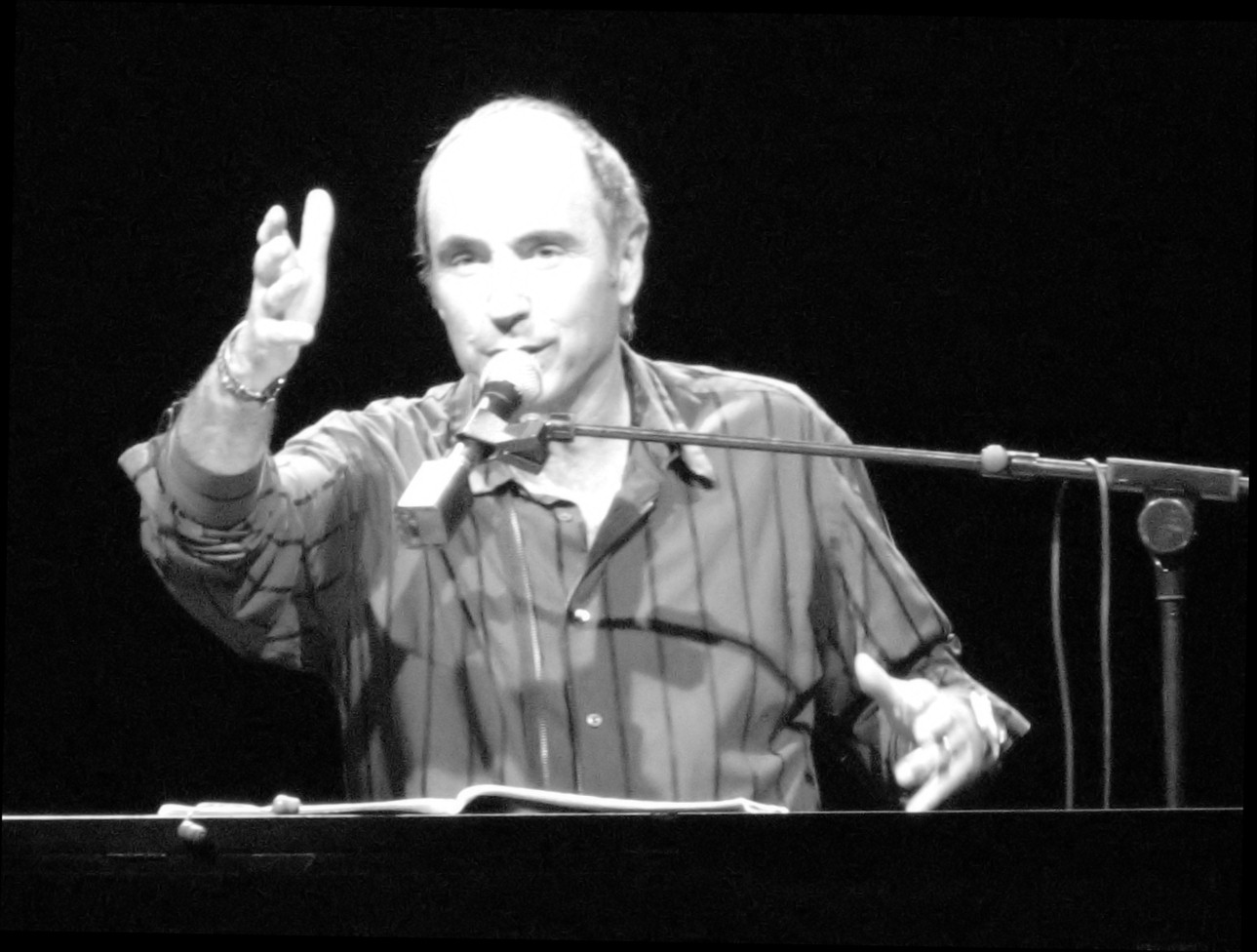
Lluís Llach durant una actuació a l'Olympia de París l'any 2006. Avui Lluís Llach és referència a països de l'ex-unió soviètica. L'estaca és cantada per la resistència belarussa, txeca, etc.

La Nova Cançó va ser un moviment artístic dels 60 que va dinamitzar una cançó cantada en llengua catalana en una situació política adversa. Fou una resposta a la repressió que va patir sistemàticament la cultura catalana durant el franquisme.
D’altra banda, la Nova Cançó va suposar un gènere nou, diferenciat de qualsevol altre tipus de cançó existent fins aleshores en català, i amb una clara inspiració i influència de la cançó d’autor francesa i els seus representants il·lustres, com ara Georges Brassens o Jacques Brel.
La realitat existent va convertir la Nova Cançó en un vehicle de reivindicació idiomàtica i ètica democràtica.
Els Setze Jutges van ser els guerrers de la Nova Cançó, els responsables de reivindicar una cançó en català i normalitzar-la.
- Delfí Abella
- Francesc Pi de la Serra
- Enric Barbat
- Xavier Elies
- Guillermina Motta
- Maria del Carme Girau
- Martí Llauradó
- Joan Ramon Bonet
- Maria Amèlia Pedrerol
- Joan Manuel Serrat
- Maria del Mar Bonet
- Rafael Subirachs
- Lluís Llach

Conceptualment i estructuralment, la Nova Cançó ha estat íntimament relacionada amb la chanson francesa. L'espurna d’aquesta relació simbòlica la va encendre la conferència “Georges Brassens, trobador del nostre temps”, que va impartir Josep Maria Espinàs a Barcelona l’any 1957.

#### Pop clàssic

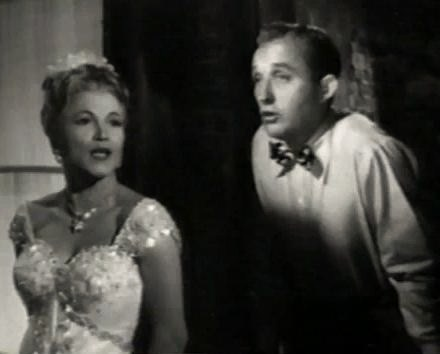
Dorothy Kirsten i Bing Crosby a "Mr. Music".

El pop crooner va dominar les llistes d’èxits de la primera meitat de la dècada. És un pop clàssic amb vocació de substituir les big band i el swing al final de la Segona Guerra Mundial, tot i que sovint feia servir orquestres per donar suport als vocalistes. Més que substituir-los, va ser reemplaçat al seu torn pel rock'n'roll. Els crooners d’estil dels anys 40 van rivalitzar amb una nova generació de grans cantants de veu, molts basant-se en les tradicions italianes del Canto Bello. Mentre que la música swing de les big band va posar l’èmfasi principal en l’orquestració, el pop de la postguerra es va centrar en la història de la cançó i/o l'emoció que s’expressava. A principis de la dècada de 1950, aquest pop emocional havia arribat al seu punt àlgid en les cançons de psicodrames de l'escriptor-cantant Johnnie Ray. Conegut com a "The Cry Guy" i "The Prince of Wails", l'emoció d'en Ray a l'escenari va provocar "avaries" que van proporcionar un alliberament per a l'angoixa reprimida dels seus fans predominantment adolescents.
Patti Page va començar la carrera amb el que seria el major èxit de la dècada, "Tennessee Waltz". Els seus altres èxits d'aquest període inclouen: "Mister and Mississippi", "Mockin 'Bird Hill", "Desviament", "(Quant costa això) Doggie in the Window" i "Old Cape Cod". Els èxits de Frankie Laine de 1949, "That Lucky Old Sun (Just Rolls Around Heaven All Day)" i "Mule Train", encara estaven a les primeres posicions quan va començar la dècada. Va continuar puntuant amb èxits com: "Georgia on My Mind", "Cry of the Wild Goose", "Jezebel", "Rose, Rose, I Love You", "Jealousy (Jalousie)", "High Noon (Do Not Forsake Me) "," I Believe "," Granada "," Moonlight Gambler "i" Rawhide ". Johnnie Ray va tenir una llarga sèrie d’èxits a principis de la meitat de la dècada, sovint recolzats per The Four Lads, inclosos: "Cry", "The Little White Cloud That Cried", "Walking My Baby Back Home", "Please, Mr. "Sun", i "Just Walkin 'in the Rain". The Four Lads va obtenir alguns èxits pel seu compte amb "Who Needs You", "No, Not Much", "Standin 'on the Corner" i "Moments to Remember". Nat "King" Cole va dominar les llistes al llarg de la dècada amb clàssics atemporals com "Unforgettable", "Mona Lisa", "Too Young", "Darling, Je Vous Aime Beaucoup", "Pretend", "Smile" i "A Blossom Fell ". Perry Como va ser un altre dels visitants freqüents de les llistes d’èxits amb: "If", "Round and Round", "Don't Let the Stars Get in Your Eyes", "Tina Marie", "Papa Loves Mambo" i "Catch".
Altres estrelles importants a principis de la dècada de 1950 van ser Frank Sinatra ("Young at Heart", "Three Coins in the Fountain", "Witchcraft"), Tony Bennett ("Cold, Cold Heart", "Because of You", "Rags to Riches" "), Kay Starr (" Bonaparte's Retreat "," Wheel of Fortune "," Rock and Roll Waltz "), Rosemary Clooney (" Come On-a My House ","Mambo Italiano"," Half as Much ", "This Ole House"), Dean Martin ("That's Amore", "Return to Me", "Sway"), Georgia Gibbs ("Kiss of Fire", "Dance With Me, Henry", "Tweedle Dee"), Eddie Fisher ("Anytime", "Wish You Were Here", "Thinking in You", "I'm Walking Behind You", "Oh! My Pa-Pa", "Fanny"), Teresa Brewer ("Music! Music ! Música! "," Till I Waltz Again With You "," Ricochet (Rick-O-Shay) "), Doris Day (" Love Secret "," Whatever Will Be Serà (Que Sera Sera) "," Teacher's Pet "), Guy Mitchell (" My Heart Cries for You "," The Roving Kind "," Pittsburgh, Pennsylvania "," Singing the Blues "), Bing Crosby (" Toca una melodia senzilla amb el fill Gary Crosby, "True Love with Grace Kelly), Dinah S hore ("Lavender Blue"), Kitty Kallen ("Les petites coses signifiquen molt"), Joni James ("Has sentit", "Wishing Ring", "Your Cheatin 'Heart"), Peggy Lee ("Lover", " Fever "), Julie London (" Cry Me a River "), Toni Arden (" Padre "), June Valli (" Why Don't You Believe Me "), Arthur Godfrey (" Slowpoke "), Tennessee Ernie Ford (" Sixteen Tons "), Les Paul i Mary Ford (" Vaya Con Dios "," Tiger Rag "), i grups vocals com The Mills Brothers (" Glow Worm "), The Weavers (Goodnight Irene "), The Quatre asos ("L'amor és una cosa esplendorosa", "(No és cap pecat"), The Chordettes ("Mister Sandman"), Fontane Sisters ("Cors de pedra"), The Hilltoppers ("Trying", "PS I Love You "), The McGuire Sisters (" Sincerament "," Goodnite, Sweetheart, Goodnite "," Sugartime ") i The Ames Brothers (" Ragmop "" The Naughty Lady of Shady Lane ").
El pop clàssic va disminuir en popularitat a mesura que el rock and roll va entrar en el mainstream i es va convertir en una força important en les vendes de discos nord-americans. Crooners com Eddie Fisher, Perry Como i Patti Page, que havien dominat la primera meitat de la dècada, van trobar que el seu accés a les llistes de pop va quedar significativament reduït al final de la dècada. No obstant això, els nous vocalistes del pop van continuar guanyant protagonisme al llarg de la dècada, molts dels quals van començar a cantar rock'n'roll. Això inclou: Pat Boone ("Don’t Forbid Me", "April Love", "Love Letters in the Sand"), Anita Bryant ("Till There Was You", "Paper Roses"), Connie Francis ("Who’s Sorry Now", "Among My Souvenirs", "My Happiness"), Gogi Grant ("Suddenly There’s a Valley", "The Wayward Wind"), Bobby Darin ("Dream Lover", "Beyond the Sea", "Mack the Knife"),[13] and Andy Williams ("Canadian Sunset", "Butterfly", "Hawaiian Wedding Song"). Fins i tot la icona del rock‘n’toll, Elvis Presley, va passar la resta de la seva carrera alternant el pop i el rock ("Love Me Tender", "Loving You", "I Love You Because").

### La música del bloc comunista

#### L'era de la música clàssica
Ara si mai, el món soviètic s'entrega a la música clàssica. El rock o el pop són gèneres burgesos, barroers. No interessen perquè són pobres musicalment. Això mateix pensa l'elit governant. Prohibïx en contrapartida tota música popular que fa qualificar d'occidental. Als països comunistes la tradició s'ha de combinar per força amb la música clàssica. Rússia n'ha de ser la gravitació.

## Amèrica

### El country es torna rockabilly

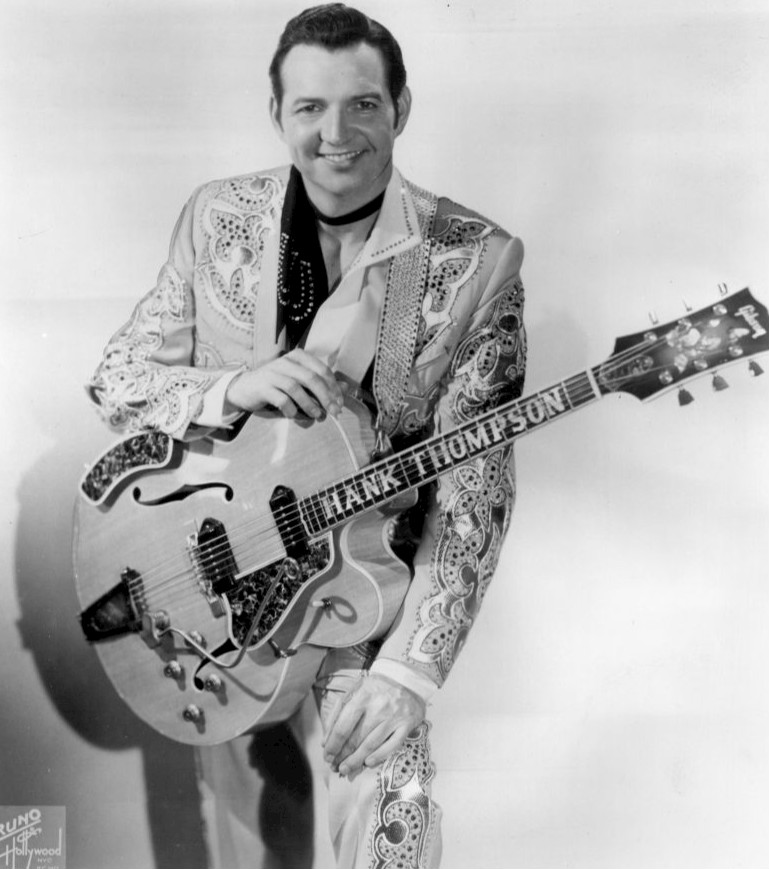
Hank Thompson

Entre els protagonistes de la música country a principis dels anys cinquanta hi ha Hank Williams, Patsy Cline, Bill Monroe, Eddy Arnold, Gene Autry, Tex Ritter, Jim Reeves, Tennessee Ernie Ford, Chet Atkins i Kitty Wells.
La música country patix durant la dècada dels anys cinquanta un regirament degut a la introducció i l'èxit del rock'n'roll. D'una banda, hi ha una tendència contestatària contra el rock'n'roll perquè no hi trobem cap dona. Des del country aparïxen les primeres estrelles femenines de la música. Però, d'altra banda, hi ha igualment un efecte d'adaptació al rock'n'roll i de la barreja del rock'n'roll amb el country neix el rockabilly.
- Kitty Wells és la primera cantant de country dona a tenir èxit. Un avenç que es deu a "It Wasn't God Who Made Honky Tonk Angels", tota una declaració d'intencions. "It wasn't God..." es va tornar, però, en un referent per diverses causes; va començar la tendència de cançons "resposta", o cançons escrites i enregistrades en resposta a una cançó anteriorment popular, i, va començar la tendència de dones cantants que desafiaven l'estereotip típic de ser submises als homes i aguantar les seues maneres. Efecte bumerang, el mateix rock'n'roll s'hi posa i la Brenda Lee va ser la cara femenina d'aquest gènere amb èxits com Dinamite.

- el rockabilly va ser l'estil country més popular als Estats Units. La música estava impulsada per ritmes enganxosos, una guitarra elèctrica i un baix acústic que es reproduïa amb la tècnica de slap-back. Generalment es considera que el rockabilly va començar a principis dels anys cinquanta, quan músics com Bill Haley van començar a barrejar jump blues i country elèctric. El 1954, però, Elvis Presley va encetar realment l'etapa de popularització del gènere amb una sèrie d'enregistraments per a Sun Records. "Rock Around the Clock" (1955, Bill Haley) va ser el gran èxit de l'estil i va llançar la carrera de diversos artistes de rockabilly. De mica, Jerry Lee Lewis, Carl Mann o Charlie Rich, tots intèrprets de rock'n'roll es convertixen al rockabilly.

Dins el rockabilly caldria destacar: 
Johnny Cash, Carl Perkins (Blue Suede Shoes, Honey Don't, Baby Trying to be My Baby, Your True Love), Roy Orbison (Rockhouse, Ooby Dooby, Domino, Problem Child, Pretty Woman), Warren Smith (Ubangui Stomp, Uranium Rock), Billy Lee Riley (Flying Saucers Rock n' Roll, Red Hot), Jack Earls (Let's Bop), la cantant femenina Barbara Pittman (I Need a Man), etc.
Davant el rockabilly molts artistes country preferiren renovar el gènere i d'aquesta intenció va eixir el so de Nashville. Aquest nou estil posava èmfasi en les seccions de corda, les veus de fons i les veus principals en la línia popular de la música pop, però utilitzant estils de producció i temes freqüents a la música country. Artistes com Eddy Arnold i Jim Reeves, consolidats a principis de la dècada, van ser els primers pioners en aquest estil, que va arribar a veure el seu major èxit als anys seixanta. Un dels primers èxits importants del so de Nashville ser "Oh, Lonesome Me" de Don Gibson. També es va tornar cèlebre les "cançons de saga" que retrataven temes de violència, adulteri i altres. Cançons d'artistes com Johnny Horton ("The Battle of New Orleans" and "When It's Springtime in Alaska"), Stonewall Jackson ("Waterloo"), Marty Robbins ("El Paso") i Lefty Frizzell ("Long Black Veil") van dominar les llistes d’èxits a partir del 1959 i fins a principis dels anys seixanta.

#### La censura i el mite de l'artista rock
Els Estats Units puritans no van acceptar gens ni mica el so estrident negre passat a salsa rock'n'roll. Molts cantants de rock'n'roll i country feien passar-se per bons anglicans per tal d'evitar que la premsa els fulminàs. En efecte, Elvis Presley, per exemple, era de casa blanca, creient i això eren elements que les discogràfiques miraven de potenciar a les campanyes comunicatives per tal de no espantar, principalment, els pares dels joves adolescents.
Les ràdios censuraven ben sovint artistes amb lletres de cançons poc ortodoxes. Parlar d'alcohol, de sexe o fins i tot de ball era un assumpte delicat. Per tot plegat la vida dels cantants era frenètica. Els rockers podien ser objecte d'exclusió social i el mateix establishment s'encarregava vulgui ser encaminar-los a tenir fills amb una família nuclear hetero-normativa o vulgui ser matar-los amb accidents de cotxe, de moto i altra mena. D'ací pren doncs la rellevància de destacar la mort d'Elvis Presley perquè durant molt de temps es va pensar que la seua mort fou premeditada, quan no, una farsa volguda per l'establishment. El cantant estaria encara viu.

### L'èxtasi del teatre musical
La desgràcia que va patir el cinema estatunidenc va ser compensada pel teatre musical. Enèrgic, espectacular i molt enganxós, la producció de teatres musicals als Estats Units torna fàbriques com ara Broadway en un símbol de l'entreteniment amb lletres majúscules. S'hi incorpora nous gèneres musicals com ara el jazz, el ragtime, el rock'n'roll, el pop, etc, aparïxen revistes musicals amb un espectacle de varietats sense argument, noies lleugeres de roba, cantants, ballarins i còmics, etc. Amb Oklahoma! comença l'anomenada època daurada d'aquest gènere del tot renovat. Hi dominen Kern i Hammerstein, Cole Porter, Rodgers, Irving Berlin, Lerner i Loewe, Leonard Bernstein  i Sondheim o Stein i Sondheim. Rere aquests noms hi ha èxits com ara Showboat, Anything Goes, Annie Get Your Gun, My Fair Lady, West Side Story o Gypsy. Traslladats a Europa, només el Regne Unit és capaç de donar marca pròpia de la casa. El gènere es torna hegemònic.

### Jazz, blues i R&B

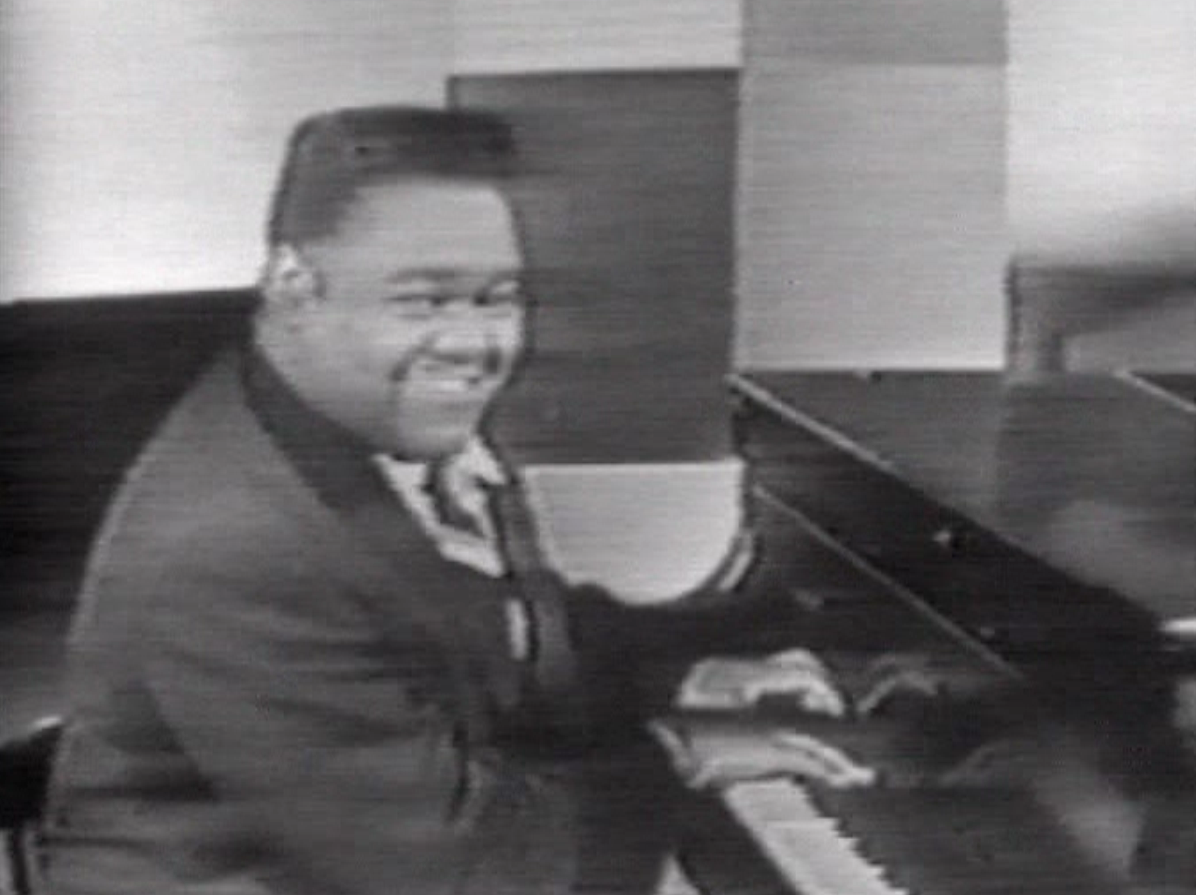
Captura de pantalla d'una actuació de Fats Domino, 1956

El bebop, hard bop, cool jazz i el blues guanyen popularitat als 1950 mentre hi va haver predomini de les bandes de Jazz. Destaquem-ne algunes artistes:
Lester Young, Ben Webster, Charlie Parker, Dizzy Gillespie, Miles Davis, John Coltrane, Thelonious Monk, Charles Mingus, Art Tatum, Bill Evans, Ahmad Jamal, Oscar Peterson, Gil Evans, Gerry Mulligan, Cannonball Adderley, Stan Getz, Chet Baker, Dave Brubeck, Art Blakey, Max Roach, the Miles Davis Quintet, the Modern Jazz Quartet, Ella Fitzgerald, Ray Charles, Sarah Vaughan, Dinah Washington, Nina Simone, Billie Holiday.
El blues va exercir una gran influència a les radiofórmules estatunidenques a la dècada dels 1950. Hi va haver tot una creació entusiasta d'estils nous protagonitzats per Bo Diddley i Chuck Berry que partien de la melangia del blues, força influenciat alhora pel rock'n'roll.
L'any 1951 Little Richard va començar a enregistrar per RCA Records dins un estil jump blues propi de Joe Brown i Billy Wright. Responsable de donar popularitat a l'R&B, no és fins actua que l'any 1954 que la discogràfica Specialty Records s'hi interessa. Aleshores l'R&B es fa escoltar i el catapula a la fama el 1955. El gènere ajuda a construir en paral·lel el rock'n'roll. Es varen seguir una ràpida successió d'èxits de R&B, començant per "Tutti Frutti" i "Long Tall Sally", influents per a intèrprets com James Brown, Elvis Presley i Otis Redding.

### Nova música tradicional
La música tradicional estatunidenca o folk estatunidenc va viure un petita època de popularitat als Estats Units entre els anys 1940 fins als 1960. Destaquen artistes com ara, 
Josh White, Burl Ives, Woody Guthrie, Lead Belly, Big Bill Broonzy, Billie Holiday, Richard Dyer-Bennet, Oscar Brand, Jean Ritchie, John Jacob Niles, Susan Reed, Paul Robeson Bessie Smith, Ma Rainey i Cisco Houston.

## Europa

### Festival d'Eurovisió de la Cançó

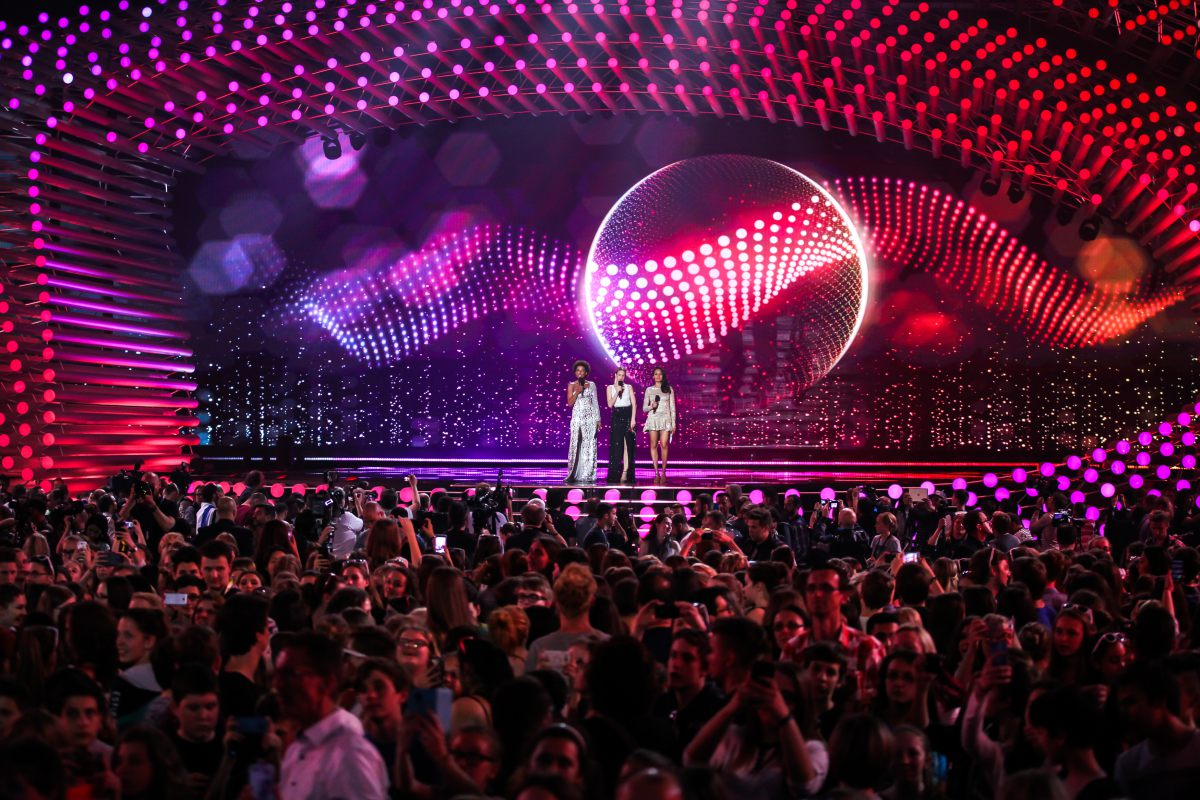
Escenari d'Eurovisió de l'edició 2015.

La idea d'un concurs europeu de la cançó partix de Suïssa. L'ambient a Europa hi és procliu. Existix un sentiment de mai més amb relació a la Segona Guerra Mundial. El mot d'ordre és apaivagar les antigues rancúnies i construir-se novament sense portar-se mútuament a la destrucció. A còpia d'això, es crea la Unió Europea actual, aleshores una simple posada en comú de l'acer i el carbó. Projecte evidentment polític, Eurovisió servix amb el temps per visibilitzar com Europa seguix sobre un vaixell encara no abandonat. Israel s'incorpora al certamen amb la intenció de diluir el racisme contra els jueus però alhora la política pren el davant i avui el país fa del certamen una manera més de rentar-se la cara i no visibilitzar l'apartheid que exercix sobre Palestina. Catalunya seguix sent vetada al certamen mentre Austràlia i Kazakhstan hi són convidades. Estats no emancipats fan la seua gran aparició, com és el cas de Gal·les o Escòcia. Això mentre Kossove no pot ser-hi pel veto que exercixen alguns membres.
Bo i reconeixent-ho, Eurovisió és un concurs polític. Hi participen les televisions públiques dels membres de la UER. Representen els seus propis països. El festival havia de servir per apaivagar la violència sorgida de la guerra i crear un imaginari col·lectiu entre els europeus. Aquesta era la intenció suïssa. Ben aviat, però, la cosa rellisca. França hi convida microestats seus a mode de satèl·lits, fent-los partícips d'un paternalisme propi a aquell que exercix Rússia amb els països de l'est. Espanya hi prohibix que Joan Manuel Serrat cante en català el famós "La, la, la". La victòria de la substituta, Massiel, suma de ràbia la premsa britànica que acusa el país d'haver boicotejat el seu representant. Itàlia, de veure els trucatges dels vots, resol no presentar-s'hi mai més. Iugoslàvia, estat comunista, resol participar en un concurs de música que qualsevol comunista qualificaria de "burgès" i capitalista.
No debades, el Festival de la Cançó esdevé una gran plataforma de promoció per als artistes pop europeus. Alhora esdevé una gran campanya publicitària a l'engròs per a França vist que la Chanson francesa hi lluïa cada any. El concurs esdevé amb el temps el més vist al món, el més durador i alhora el programa de televisió més exitós. Les carreres musicals de Celine Dion, France Gal, Abba i tants altres artistes no es podrien explicar pas sense Eurovisió. L'efecte d'audiències i l'èxit l'ha portat a incorporar prop de 50 països de tot Europa i exportar-se a altres continents. Avui existix la seua versió júnior, clàssica i per a adults.

#### Debut dels talent xou i les gales de premis

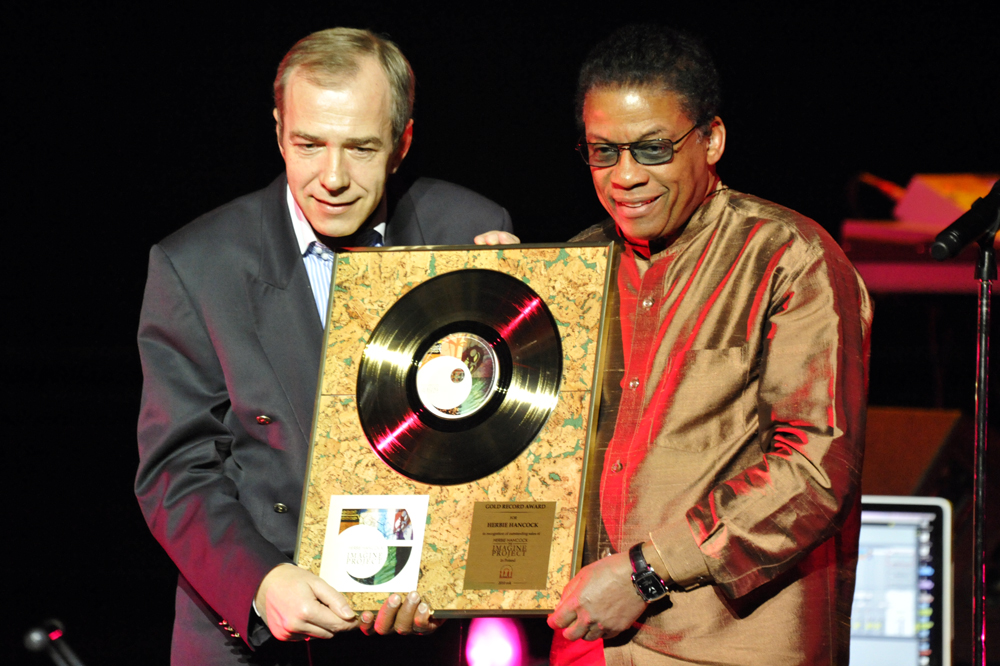
Herbie Hancock rebent el disc d'or a Polònia l'any 2010.

La gala de premis no és aleshores res de nou. S'havia practicat a Hollywood. Feia part de l'star-system del cinema. Les estrelles de la gran pantalla, després de fer-se conèixer i tornar-se en uns meteorits molt cèlebres, eren recomençades per una Acadèmia. Es desplega la catifa vermella i comença a rodar l'entrega de premis. Aquesta estructura era únicament pròpia al món de la cinematografia. L'era fins que Eurovisió emet el primer concurs a escala internacional de recompenses musicals.
Avui les gales de recompenses són variades. Tenim gales de música mainstream com ara Els 40 Music Awards, els NRJ Music Awards, els MTV Music Awards o els premis Enderrock. Però, també, hi ha gales de música menys popular, com ara Les Gloires de la Músiques a França. De tot això, en prenen nota els canals de televisió d'arreu del món i es tornen de moda els talent xou que a cada dècada canvien de forma, de manera o de mena. Si, en efecte, l'antiga Lluvia de estrellas tenia un èxit garantit, avui s'ha reconvertit en Mask Singer, Tu cara me suena o The Voice. L'originalitat en aquest àmbit ha estat a l'alçada. A la dècada dels 2000, per exemple, s'ha tancat artistes dins d'acadèmies, castells, etc. Se'ls ha seleccionat en forma de càsting, se'ls ha triat entre el públic en mig d'un càstig i se'ls ha escollit a cegues, dins d'un dels talent xous més exitosos de la dècada dels 2010.
En consonància amb les gales de premis, cal subratllar la creació de les certificacions de vendes discogràfiques. És una invenció que va venir dels Estats Units. L'any 1958 es varen entregar les primeres de totes. Tot seguit altres països com ara el Regne Unit van imitar-ho. Les discogràfiques van tenir la tendència tot al llarg de la dècada d'entregar certificats de venda als seus artistes. Però per tal d'evitar abusos en l'àmbit, va caldre muntar associacions fonogràfiques per cada país per tal de regular l'entrega de certificacions.
Avui les certificacions varien segons el país:
- Disc d'argent: oscil·la els 10.000 a 100.000 venuts
- Disc d'or; oscil·la entre les 50.000 i 100.000 còpies venudes
- Disc de platí; oscil·la entre les 100.000 a 400.000 còpies
- Disc de diamant; oscil·la entre les 400.000 còpies al milió i 10 milions de còpies

Els nivells de certificació no són iguals per a tots els països. N'hi ha que prescindeixen tot sovint del disc d'argent i platí.

### El renaixement de la música clàssica

#### El nou classisme alemany
Hitler era amant de música clàssica i la relació entre el nazisme i el classisme alemany va ser molt perjudicial al final de la guerra. Alemanya necessita aleshores donar una imatge diferent seva. Artistes que havien col·laborat, molts cops a la força, amb el règim, són assenyalats amb el dit. Els qui tingueren la desfortuna fortuna de ser censurats per la dictadura, es varen tronar en els propulsors del renaixement de la música clàssica alemanya.
Podem destacar-ne alguns artistes:
- Richard Strauss
- Hans Wener Henze
- Karlheinz Stockhausen
- Hans Eisler
- Karl Amadeus Hartmann

#### La nova òpera britànica
Benjamin Britten és el responsable de tornar l'òpera al seu esplendor després que aquest gènere deixàs de tenir potència al segle xviii. Peter Grimes, estrenada el 7 de juny de 1945, l'obra que ho va permetre. Des del Regne Unit n'ix doncs un cert renaixement per l'òpera. El cant, l'orquestra, les escenificacions, etc, tot s'adapta a la música contemporània i la seua estètica. Noves temàtiques també, la nova òpera introduïx personatges homosexuals i pacifistes. En conseqüència, l'òpera a Europa es torna política i, de fet, activista. Esdevé una manera de moure la societat, transformar-la en més bé. Tornar-la més reflexiva. Destaquen Luigi Dallapiccola, Michael Tippett, Luigi Nono o John Adams amb el temps. Als Estats Units, però, caldrà esperar fins a la dècada dels 1970 i 1980 per veure-hi construir-hi una tradició d'òpera pròpia.

### Tradició europea
Entre les nacions cèltiques, com ara Galícia, Bretanya, Gal·les, Escòcia i Irlanda, juntes amb Portugal, ibèric i lusità, s'aprecia a la dècada dels 1950 un retorn a la tradició, celta per la banda nord, i, fadista per la banda mediterrània. El bretó Ala Stivell, nascut el 1944, es torna la veu cantant de la música celta a Europa. La gaita i el so del nord es torna de moda a França, Irlanda o Escòcia. L'irlandès Paddy Moloney aprofita l'avinentesa i es deixa seduir amb el seu grup, the Chieftains, format el 1962. L'arpa, la flauta i tot de sons exòtics per a la cançó contemporània, acompanyen estrelles com ara Carlos Núñez, Susana Seivane,m Alasdair Fraser, etc. A Escòcia s'hi comptava en efecte amb un gran patrimoni musical en aquest àmbit. Quelcom que influencia de fet els primers country.
A Portugal el lloc l'ocupa la "saudade" del fado. Un gènere que ha demostrat l'encant a tot Europa. En efecte, els grans èxits eurovisius del país es deuen al fado. Ana Moura amb "Amor em tons de sol maior", Amália Rodrigues amb "Coimbra", Mariza amb "Transparente", Alberto Riberio amb "Coimbra", Adriano Correira de Oliveira amb "Fado da promessa" i Madalena de Melo amb "Fado amandinho" es tornen en símbols i estrelles indiscutibles a Portugal. Contribuïxen a donar una altra cara al país, aleshores submergit en una dictadura feixista d'ençà que comença el segle xx. L'instrument clau d'aquest gènere de balada era la guitarra portuguesa, descendent del llaüt comú del Congo, a l'Àfrica. Arribat al Brasil, l'instrument es trasllada a Portugal on, tot seguit, s'hi entona el fado. Amb això, també, es pot resseguir el trajecte del comerç d'esclaus, altre cop en l'origen de la música contemporània.
Més cap a l'est europeu, la música romaní s'estén i troba una certa revifada a Romania, Hongria i els països bàltics. És un tipus de música que prové de les comunitats gitanes d'Europa. Es forma a l'Edat Mitjana i s'expandix durant l'Edat moderna a l'Europa de l'oest. Vers el segle xix el camí s'aixampla a l'est, principalment als països bàltics fins a arribar al segle XX a Finlàndia, Suècia i els països limítrofs amb Rússia com ara Belarús. L'est es troba en aquella època sota el comunisme soviètic i la música folklòrica és potenciada des d'Hongria i Romania. Ara bé, com havia passat a l'Àsia, aquest tipus de música agafa una gran embranzida amb la incorporació del jazz estatunidenc, força plasmat en Django Reinhardt, cèlebre amb subgèneres tristos, força ben acollits a Bulgària. La música romaní és l'hereua d'una gran tradició que remunta a l'ocupació otomana d'Europa, amb la incorporació de violins i fins i tot del cimbaler. La nova generació de música romains són Emir Kusturica i els The No Smoking, Tafaf de Haïdouks, Esma Redzepova o Fanare Ciocarlia.

## Àsia, Àfrica i Oceania

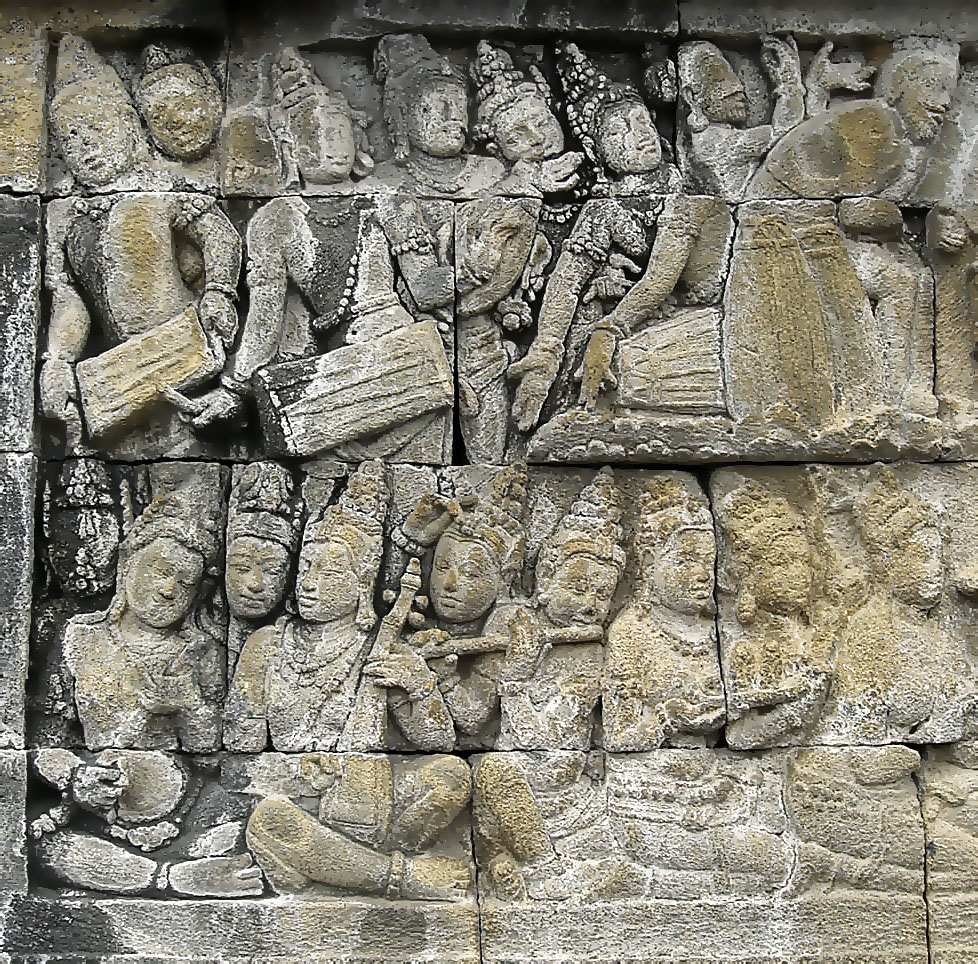
Músics indonesis tocant al segle VIII en un baix relleu del temple de Borobudur, a Java, Indonèsia

### Músiques del món
El pop crooner exportat a l'Àsia dona pop sunda i una barreja entre folklore i pop. Això mateix ens ho mostra Indonèsia. La república s'adapta a la música contemporània introduint els gamelans al pop occidental. El gavelà és en un gènere d'orquestra pròpiament indonesi. El trobem estès una mica per tota Java. Hi destaca instruments com el gong i servia per a finalitats religioses, sobretot ritualístiques. A l'illa de Bali és una part fonamental de les poblacions. Arran de la dissolució de les corts reials balineses tot començant el segle xx, el gamelà es torna kebyar mentre el kroncong es nodrix de jazz i de pop occidentals per formar un so exòtic. El dangdut, per la seua banda, rivalitza amb el gamelà en música popular i es desenvolupa principalment a la dècada dels 1960 amb un tambor de dos cossos, el kendang, força característic.
Entre illa i illa, també cal posar en relleu la música provinent de Hawai i el pacífic. Les tradicions polinèsies i la influència que varen exercir els immigrants de tot el món amb la música occidental dona gèneres híbrids força fascinants. A Hawaii la música s'havia basat en cants de ritual. Se'n coneixen dues formes: mele hula, quan el cant està compost per dança acompanyada i el melo oli, quan el cant s'entona tot sol. L'acompanyament musical és sobretot percussió i es fa amb un pahu, una espècie de tambor fabricat amb un tronc de palmera. Aquest tipus de cant s'havia difós per tot Polinèsia, de Tahití fins Hawaii. El contacte amb estatunidencs i mexicans torna aquesta música tradicional en quelcom més. S'introduïx el country, el pop i el rock'n'roll. L'Elvis actua en diverses pel·lícules ambientades a Hawaii. De resultes de tot això s'aprecia un cert renaixement de la música tradicional en estrelles com ara Israel Kamakawiwo'ole, Gabby Pahinui o Eddie Kamae.
La tradició antillana, per la seua banda, va tenir èxits en Harry Belafonte. D'origen jamaicà, la seua barreja de calipso antillà amb música folk el torna l'any 1956 molt popular. El seu Babana Boat Song es torna en un èxit indiscutible. Traslladant-se, però, al Brasil, hi veiem un resorgiment de la samba amb un to urbanitzat i força estès a tot el món. Antônio Carlos Jobim, Beth Carvalho, Zeca Pagodinho i Heitor Villa-Lobos representen aquesta nova onada. Entre la dècada dels 1950 i dels 1960 els carnavals incorporen tota la festivitat sonora que proveeix la samba i de mica en mica el so brasiler es torna en un èxit arreu del món. El rock and roll arriba tímidament, amb la pionera Celly Campello.

### Austràlia i Nova Zelanda
Vora el final de la dècada el rock'n'roll s'ha estès per tot el món, i, ben aviat, conquerix els adolescents australians. Johnny O'Keefe es torna en la primera estrella de la música rock australiana.
A Nova Zelanda el rock'n'roll va ser introduït per Jonnhy Cooper amb el cover "Rock Around the Clock". Tot seguit a la seua penetració, les estrelles del rock'n'roll més destacades a Nova Zelanda van ser:
- Johnny Devlin
- Max Merit and the Meteors
- Ray Columbus and the Invaders
- Dinah Lee

## Biografia
- Andrea Bergamini. El rock i la seva història.  Andantino, 2006. ISBN 84-934717-04.[Enllaç no actiu]
- Joan Pàmpies. Del rag al pop.  Columna, 1996. ISBN 9788483000946.